# Коробков, Дмитрий Анатольевич
Дмитрий Анатольевич Коробков (род. 26 января 1969, Москва) — российский предприниматель, основатель и бывший президент коммуникационной группы АДВ.

## Образование
В 1995 году окончил факультет международных экономических отношений МГИМО. Имеет степень в маркетинге, владеет английским, немецким и французским языками. Также окончил ряд управленческих программ, в том числе в INSEAD, Лондонской школе бизнеса, а также бизнес-школах Гарварда и Стэнфорда.

## Карьера
Начал карьеру в конце 1980-х в качестве сотрудника Агентства печати «Новости» и корреспондента новостных программ на «Первом канале», затем руководил агентством «Партнер» рекламной группы APR.
В 1995 году основал агентство «Адвента». В 2000 году создал коммуникационную группу АДВ, президентом которой являлся до февраля 2023 года. На 2020 год группа объединяла 23 коммуникационных агентства в России. По данным за 2019 год, АДВ занимала 4-е место среди рекламных групп России.
В период с мая 2017-го до начала 2018 года занимал должность генерального директора группы для проведения реструктуризации и технологической трансформации бизнеса.
В 2024 году подал иск к собственникам группы АДВ, заявив, что ранее продал бизнес, будучи введён в заблуждение ими. В ответ представители группы заявили о невыполнении Коробковым условий её продажи новым собственникам и попытке рейдерского захвата бизнеса.
В 2025 году объявил о создании нового проекта - рекламной группы «Летопись.ai».

## Общественная деятельность
В 2003 году выступил инициатором создания Союза создателей социальной рекламы, в котором также являлся президентом до 2008 года.
Инициатор создания первого в России конкурса технологических проектов в области медиа, маркетинга и рекламы Go To AdTech.
В 2017 году вошел в состав попечительского совета фонда «Врачи, инновации, наука — детям».
С сентября 2017 года — являлся членом Экономического совета Франко-российской торгово-промышленной палаты (ССI France). С декабря того же года —  был членом Координационного совета российско-французского форума «Трианонский диалог».

## Семейное положение
Вдовец, шестеро детей.

## Награды
Лауреат Национальной премии «Медиаменеджер» за реализацию новой модели коммуникационного бизнеса (2001);